# Hugo Olsson (filatelist)
Hugo Thure August Olsson, född 26 april 1900 i Malmö Sankt Pauli församling, död 26 juli 1966 i Enskede församling i Stockholm, var en svensk skolman och filatelist.
Han var son till byggmästaren Olof Olsson och Anna Österberg samt från 1921 gift med Ragnhild Hector-Olsson. Efter avlagd studentexamen 1918 studerade han vidare och blev filosofie kandidat vid Lunds universitet 1920 och filosofie magister 1923 samt filosofie licentiat 1925 och filosofie doktor 1927. Han var extra amanuens vid kemiska institutionen vid Lunds universitet 1922 och blev amanuens där 1924. Han arbetade som lärare vid Hässleholms samrealskola 1927 och var lektor i matematik och kemi i Borås 1934–1946 och vid Norrmalms högre allmänna läroverk från 1946. Han blev hedersmedlem i föreningen Postmusei vänner 1950. Olsson är begravd på Östra kyrkogården i Malmö.